# Ardalan Esmaili
Ardalan Esmaili (født 22. marts 1986) er en svensk skuespiller med iransk oprindelse. Han har for eksempel medvirket i film som Pigen, moderen og dæmonerne (2016), Charmøren (2018), Domino (2019) og Ser du månen, Daniel (2019). Han har også optrådt i tv-serier som Beck, Greyzone og The Rain.

## Privatliv
Esmaili blev født i Teheran, men kom som to-årig til Sverige, hvor hans familie slog sig ned i Skellefteå. Efter gymnasiet studerede han skuespil på Teaterhögskolan i Stockholm.
Esmaili er i et forhold med skuespillerinden Evin Ahmad. De har et barn sammen.

## Udvalgt filmografi
- Ett-två-tre martyr! (Kortfilm, 2007)
- Pigen, moderen og dæmonerne (2016)
- Beck (tv-serie, 2016)
- Charmøren (2018)
- '"Rebecka Martinsson (tv-serie, 2017-2020)
- Den døende detektiv (tv-serie, 2018)
- Greyzone (tv-serie, 2018)
- Domino (2019)
- Ser du månen, Daniel (2019)
- The Rain (tv-serie, 2020)
- Sort krabbe (2022)
- A Beautiful Life (2023)
- Lockerbie: A Search for Truth (tv-serie, 2025)